# Hubert Raudaschl
Hubert Raudaschl (Sankt Gilgen, 26 de agosto de 1942) es un deportista austríaco que compitió en vela en las clases Finn, Soling y Star.
Participó en nueve Juegos Olímpicos de Verano, entre los años 1964 y 1996, obteniendo dos medallas de plata, en México 1968, en la clase Finn, y en Moscú 1980, en la clase Star (junto con Karl Ferstl).
Ganó una medalla de oro en el Campeonato Mundial de Finn de 1964 y una medalla de oro en el Campeonato Europeo de Finn de 1966. Además, obtuvo cinco medallas en el Campeonato Europeo de Star entre los años 1978 y 2000, y una medalla de bronce en el Campeonato Europeo de Soling de 1976.

## Palmarés internacional
| Juegos Olímpicos   | Juegos Olímpicos      | Juegos Olímpicos | Juegos Olímpicos |
| Año                | Lugar                 | Medalla          | Clase            |
| ------------------ | --------------------- | ---------------- | ---------------- |
| 1968               | México (México)       | Medalla de plata | Finn             |
| Campeonato Mundial |                       |                  |                  |
| Año                | Lugar                 | Medalla          | Clase            |
| 1964               | Torquay (Reino Unido) | Medalla de oro   | Finn             |
| Campeonato Europeo |                       |                  |                  |
| Año                | Lugar                 | Medalla          | Clase            |
| 1966               | Attersee (Austria)    | Medalla de oro   | Finn             |

| Campeonato Europeo | Campeonato Europeo | Campeonato Europeo | Campeonato Europeo |
| Año                | Lugar              | Medalla            | Clase              |
| ------------------ | ------------------ | ------------------ | ------------------ |
| 1976               | Ginebra (Suiza)    | Medalla de bronce  | Soling             |

| Juegos Olímpicos   | Juegos Olímpicos         | Juegos Olímpicos  | Juegos Olímpicos |
| Año                | Lugar                    | Medalla           | Clase            |
| ------------------ | ------------------------ | ----------------- | ---------------- |
| 1980               | Moscú (URSS)             | Medalla de plata  | Star             |
| Campeonato Europeo |                          |                   |                  |
| Año                | Lugar                    | Medalla           | Clase            |
| 1978               | Medemblik (Países Bajos) | Medalla de oro    | Star             |
| 1981               | Balatonfüred (Hungría)   | Medalla de plata  | Star             |
| 1986               | Medemblik (Países Bajos) | Medalla de bronce | Star             |
| 1987               | n. d.                    | Medalla de bronce | Star             |
| 2000               | Balatonföldvár (Hungría) | Medalla de plata  | Star             |